# Metrosideros perforata
Metrosideros perforata är en myrtenväxtart som först beskrevs av Johann Reinhold Forster och Johann Georg Adam Forster, och fick sitt nu gällande namn av George Claridge Druce. Metrosideros perforata ingår i släktet Metrosideros och familjen myrtenväxter. Inga underarter finns listade i Catalogue of Life.